# Hełmówka wierzbowa
Hełmówka wierzbowa (Galerina permixta (P.D. Orton) Pegler) – gatunek grzybów należący do rodziny podziemniczkowatych (Hymenogastraceae).

## Systematyka i nazewnictwo
Pozycja w klasyfikacji według Index Fungorum: Galerina, Hymenogastraceae, Agaricales, Agaricomycetidae, Agaricomycetes, Agaricomycotina, Basidiomycota, Fungi.
Po raz pierwszy opisał go w 1960 roku Peter Darbishire Orton, nadając mu nazwę Naucoria permixta. W 1975 r. David Norman Pegler przeniósł go do rodzaju Galerina. Synonimy”
- Galerina cephalescens (T.J. Wallace) Pegler & T.W.K. Young 1975
- Naucoria cephalescens T.J. Wallace 1960
- Naucoria permixta P.D. Orton 1960

Polską nazwę nadał Władysław Wojewoda w 2003 r.

## Morfologia
Kapelusz
O średnicy 5–13 mm, półkulisty z garbkiem i prążkowanym brzegiem, higrofaniczny; w stanie wilgotnym czerwonobrązowy, w stanie suchym żółtobrązowy.
Blaszki
Przyrośnięte, szerokie, rzadkie, żółtobrązowe z jaśniejszymi krawędziami.
Trzon
Wysokość 20–30 mm, grubość 1–1,5 mm, równy, na szczycie w kolorze kapelusza, delikatnie oprószony, ku dołowi ciemnoczerwonobrązowy, nieco błyszczący, włókienkowaty.
Cechy mikroskopowe
Bazydiospory 10–12 × 5,5–6,5 μm, Qav=1,8, wąsko migdałowate z wyraźnym wybrzuszeniem, w KOH jasnożółtobrązowe, matowożółtobrązowe do lekko oliwkowobrązowych, gładkie, dekstrynoidalne, hilum słabo widoczne na powierzchni jako jaśniejszy obszar ograniczony linią i jako drobny garb na obrysie, brak pory rostkowej. Cheilocystydy długie, 35–70 × 6,3–7 × 2,5–5 × 5–9(–22,5) μm z długimi szyjkami i rozdętymi wierzchołkami, maczugowate do kulistych lub w kształcie włóczni, rzadko jedynie tępe lub lekko wrzecionowate, bezbarwne. Pleurocystyd brak. Kaulocystydy słabo zróżnicowane, maczugowate do cylindryczno-główkowatych, o szerokości około 8–10 μm. Połączenia zaciskowe liczne we wszystkich tkankachSprzążki obecne we wszystkich częściach grzyba.
Gatunki podobne
Hełmówka wierzbowa makroskopowo charakteryzuje się poziomymi dość rzadkimi blaszkami i raczej ciemnym ubarwieniem, mikroskopowo długimi, prawie cylindrycznymi, powyginanymi i główkowatymi cheilocystydami oraz gładkimi, raczej wąskimi zarodnikami.

## Występowanie i siedlisko
Podano stanowiska w Ameryce Północnej i Europie. W Polsce do 2003 r. podano jedno stanowisko, ale w późniejszych latach podano kilka następnych.
Naziemny saprotrof występujący w lasach świerkowych wśród mchów.